# Arandis
Arandis est une ville de la région Erongo en Namibie. Elle a été surnommée la « capitale mondiale de l'uranium », car elle est située à 15 km de la plus grande mine d'uranium au monde : la mine d'uranium de Rössing.
Fondée en 1978 pour héberger les travailleurs de la mine de Rössing, Arandis a acquis le statut de ville en 1994. Elle possède actuellement 7 600 habitants, et occupe 29 kilomètres carrés.
Arandis est la ville de l'Institut namibien des technologies minières (Namibian Institute Of Mining & Technology/NIMT), qui accueille environ 3 000 étudiants.

## Transports
La ville est située sur la route nationale B2. Elle est également desservie par l'aéroport d'Arandis (en).